# Kimberly Elise

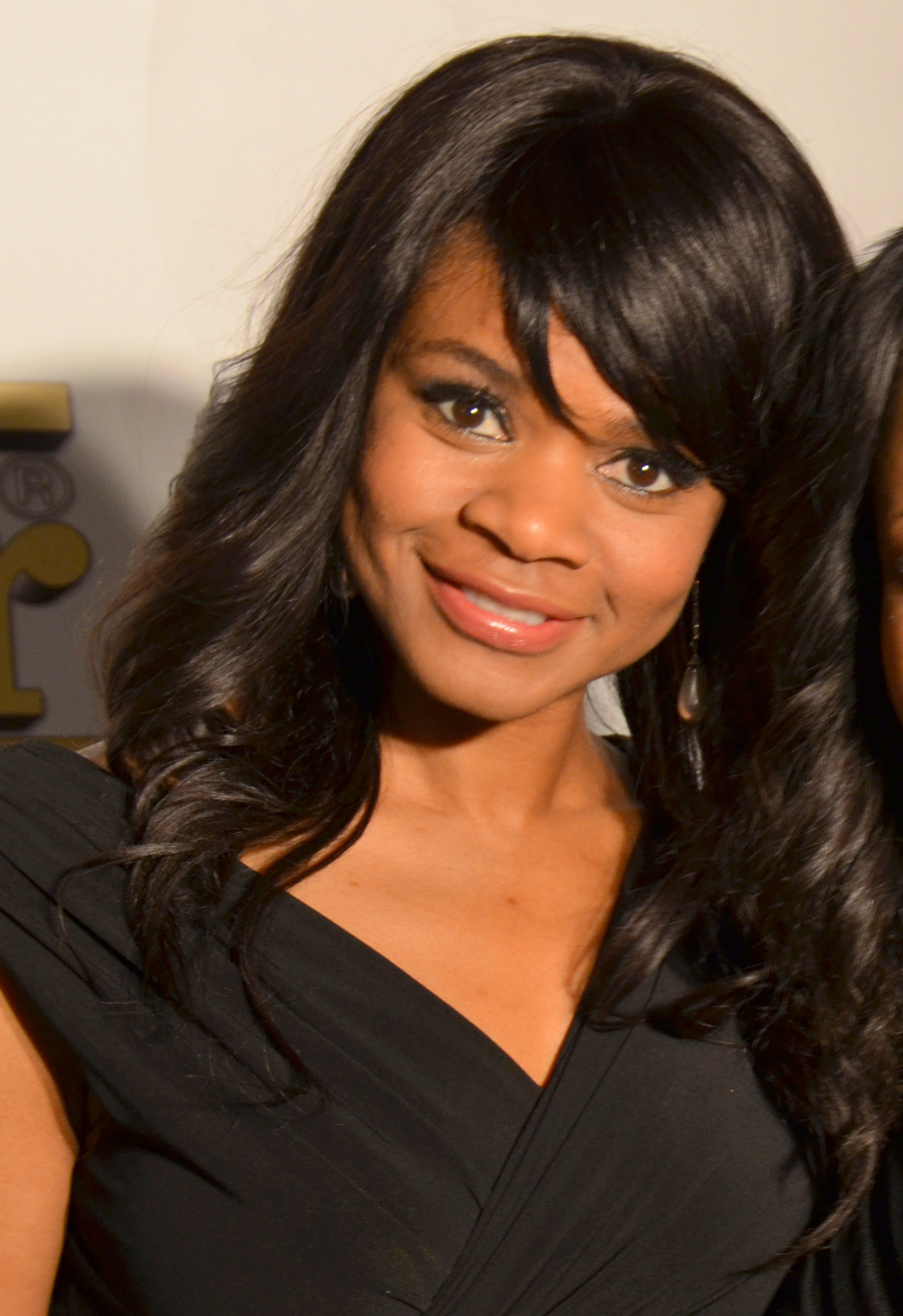
Kimberly Elise (2012)

Kimberly Elise Trammel (* 17. April 1967 in Minneapolis, Minnesota) ist eine US-amerikanische Schauspielerin.

## Leben
Elise lernte Filmkunst am Minneapolis Community College, dann absolvierte sie die University of Minnesota und studierte am The American Film Institute. Sie spielte in der Mitte der 1990er Jahre in Fernsehserien wie Ein schrecklich nettes Haus und Der Sentinel – Im Auge des Jägers. Bekannt wurde sie, nachdem sie im Film Menschenkind (1998) von Jonathan Demme neben Oprah Winfrey, Danny Glover und Thandie Newton eine der größeren Rollen spielte. Für diese Rolle gewann sie den Golden Satellite Award und den Chicago Film Critics Association Award; für den Acapulco Black Film Festival Award und den Image Award wurde sie nominiert. Im Film John Q – Verzweifelte Wut (2002) spielte sie die Ehefrau des Titelhelden John Quincy Archibald, den Denzel Washington spielte. Für ihre Rolle wurde sie für den Image Award und den Black Reel Award nominiert. Im Thriller Der Manchurian Kandidat (2004) spielte sie erneut neben Denzel Washington; für ihre Rolle wurde sie für den Black Reel Award nominiert. Für die Hauptrolle im Film Woman Thou Art Loosed (2004) gewann sie den Black Reel Award, für den Independent Spirit Award und den Image Award wurde sie nominiert. Im Film Diary of a Mad Black Woman (2005) spielte sie die Hauptrolle, für die sie für den Image Award und den BET Comedy Award nominiert wurde.
Elise war in den Jahren 1989 bis 2005 mit Maurice Oldham verheiratet und hat zwei Töchter.

## Filmografie (Auswahl)
- 1995: In the House
- 1996: Set It Off
- 1997: Schwarze Wut (The Ditchdigger’s Daughters, Fernsehfilm)
- 1998: Menschenkind (Beloved)
- 2000: Loretta – Triumph des Willens (The Loretta Claiborne Story, Fernsehfilm)
- 2000: Bait – Fette Beute (Bait)
- 2001: Bojangles (Fernsehfilm)
- 2002: John Q – Verzweifelte Wut (John Q)
- 2002–2003: Soul Food (Fernsehserie, zwei Folgen)
- 2004: Woman Thou Art Loosed
- 2004: Der Manchurian Kandidat (The Manchurian Candidate)
- 2005: Das verrückte Tagebuch (Diary of a Mad Black Woman)
- 2005–2007: Close to Home (Fernsehserie, 43 Folgen)
- 2007: Pride
- 2007: The Great Debaters
- 2007: Private Practice (Fernsehserie, eine Folge)
- 2007: Masters of Science Fiction (Miniserie, eine Folge)
- 2009: Begnadete Hände – Die Ben Carson Story (Gifted Hands: The Ben Carson Story, Fernsehfilm)
- 2009: Grey’s Anatomy (Fernsehserie, drei Folgen)
- 2013–2018: Hit the Floor (Fernsehserie)
- 2018: Death Wish
- 2019: Ad Astra – Zu den Sternen (Ad Astra)
- 2019: Carole's Christmas (Fernsehfilm)
- 2021: Moskito-Küste (The Mosquito Coast, 4 Folgen)
- 2023: A Snowy Day in Oakland
- 2025: Little Angels